# П'є Масумбуко
П'є Масумбуко (нар. 1931) — політичний діяч Бурунді, член партії Союз за національний прогрес, в.о. прем'єр-міністра країни у січні 1965 року.
Представляв Бурунді під час підписання Договору про заборону випробувань ядерної зброї в атмосфері, космічному просторі й під водою 4 жовтня 1963 року.